# Nova Oleksandrivka, Berdîciv
Nova Oleksandrivka (în ucraineană Нова Олександрівка) este un sat în comuna Velîki Nîzhirți din raionul Berdîciv, regiunea Jîtomîr, Ucraina.

## Demografie
Componența lingvistică a localității Nova Oleksandrivka
     Ucraineană (96,15%)
     Rusă (3,85%)
Conform recensământului din 2001, majoritatea populației localității Nova Oleksandrivka era vorbitoare de ucraineană (96,15%), existând în minoritate și vorbitori de rusă (3,85%).